# الحميراء (الزاهر)

تعديل مصدري - تعديل

الحميراء هي إحدى قرى عزلة الزاهر بمديرية الزاهر التابعة لمحافظة البيضاء، بلغ تعداد سكانها 192 نسمة حسب تعداد اليمن لعام 2004.